# Kobieta z prowincji
Kobieta z prowincji – polski film psychologiczny z 1984 roku w reżyserii Andrzeja Barańskiego, na podstawie powieści Waldemara Siemińskiego. Film przedstawia zmagania życiowe Andzi (Ewa Dałkowska), która wspomina swoją przeszłość w kolejności niechronologicznej, obejmującą okres stalinizmu, lata II wojny światowej oraz dwudziestolecie międzywojenne. Kobieta z prowincji zdobyła szereg nagród, w tym Nagrodę Specjalną Jury oraz Nagrodę Dziennikarzy dla Barańskiego na Festiwalu Polskich Filmów Fabularnych; doceniano też główną rolę Dałkowskiej.

## Fabuła
Andzia, 60-letnia kobieta, mieszka w małym miasteczku. Ma drugiego męża, emerytowanego piekarza, z którym nie jest szczęśliwa. Andzia zajmuje się zdobyciem pieniędzy dla dzieci z pierwszego małżeństwa – Henryka i Celiny, którzy mieszkają w mieście i się usamodzielniły. Andzia zwierza się widzowi ze swojej przeszłości, która wpłynęła na jej życie. Kolejne wydarzenia opowiadane są w kolejności niechronologicznej. Andzia wspomina motywy, które kierowały jej pierwszym i drugim małżeństwem; okres stalinizmu, kiedy pracowała jako pomywaczka oraz robotnica w państwowym gospodarstwie rolnym; lata 40., gdy ukrywała rodzinę żydowską podczas okupacji niemieckiej; czasy międzywojenne spędzone w biedzie wśród rodziny; wreszcie okres dzieciństwa, za którym Andzia tęskni. Andzia mimo nieustannego poniżania przez współpracowników, rodzinę i małżeństwo zachowuje własny kompas moralny; jest też wierzącą katoliczką, która nawet w okresie stalinizmu przed komisją zatrudniającą ją do pracy trzyma skrycie w ręku podobiznę Jezusa.

## Obsada aktorska
- Ewa Dałkowska – Andzia Cichalska-Solska z domu Głowacka
- Ryszarda Hanin – matka Andzi
- Bożena Dykiel – Jadźka, siostra Andzi
- Magdalena Michalak – Celinka, córka Andzi
- Halina Wyrodek – przyjaciółka Andzi
- Wiesław Wójcik – Tadek, miłość Andzi
- Hanna Giza – Żydówka Siejwa, przyjaciółka Andzi
- Ewa Zdzieszyńska – Brewka, podopieczna Andzi
- Hanna Stankówna – letniczka
- Katarzyna Rubacha – mała Andzia
- Kazimierz Wichniarz – Felek Solski, drugi mąż Andzi
- Aleksander Fogiel – ojciec Andzi
- Maciej Góraj – Szczepan Cichalski, pierwszy mąż Andzi
- Eugeniusz Wałaszek – plantator chmielu
- Michał Szewczyk – „prezes”
- Jan Jankowski – Heniuś, syn Andzi
- Edward Linde-Lubaszenko – mąż Jadźki

## Produkcja
Zdjęcia plenerowe kręcono w następujących lokacjach: Piątek (rynek, cmentarz, kawiarnia „Danusia” przy ul. Jana Pawła II, dzwonnica przy kościele Św. Trójcy), Pęcławice, Piekary, przystanek kolejowy Czarnocin, Tworzyjanki (willa nr 9 w zespole willowym).

## Odbiór
| Rok  | Festiwal/instytucja                                         | Nagroda                                              | Odbiorca         |
| ---- | ----------------------------------------------------------- | ---------------------------------------------------- | ---------------- |
| 1985 | Festiwal Polskich Filmów Fabularnych                        | Nagroda Specjalna Jury                               | Andrzej Barański |
| 1985 | Festiwal Polskich Filmów Fabularnych                        | Nagroda za muzykę                                    | Henryk Kuźniak   |
| 1985 | Festiwal Polskich Filmów Fabularnych                        | Nagroda Dziennikarzy                                 | Andrzej Barański |
| 1985 | Festiwal Polskich Filmów Fabularnych                        | Wyróżnienie Dziennikarzy                             | Ewa Dałkowska    |
| 1985 | Klubu Krytyki Filmowej Stowarzyszenia Dziennikarzy Polskich | Syrenka Warszawska dla najlepszego filmu fabularnego | Andrzej Barański |
| 1986 | Międzynarodowy Festiwal Filmowy w Berlinie                  | Nagroda Forum Młodego Kina                           | Andrzej Barański |
| 1987 | Dyskusyjny Klub Filmowy w Świebodzinie                      | Samowar, Nagroda Entuzjastów Kina                    | Andrzej Barański |